# Henry Raabe
Henry Raabe Méndez (nascido em 14 de março de 1983) é um ciclista olímpico costa-riquenho. Representou sua nação nos Jogos Olímpicos de Verão de 2008, na prova de corrida individual em estrada.